# 首都

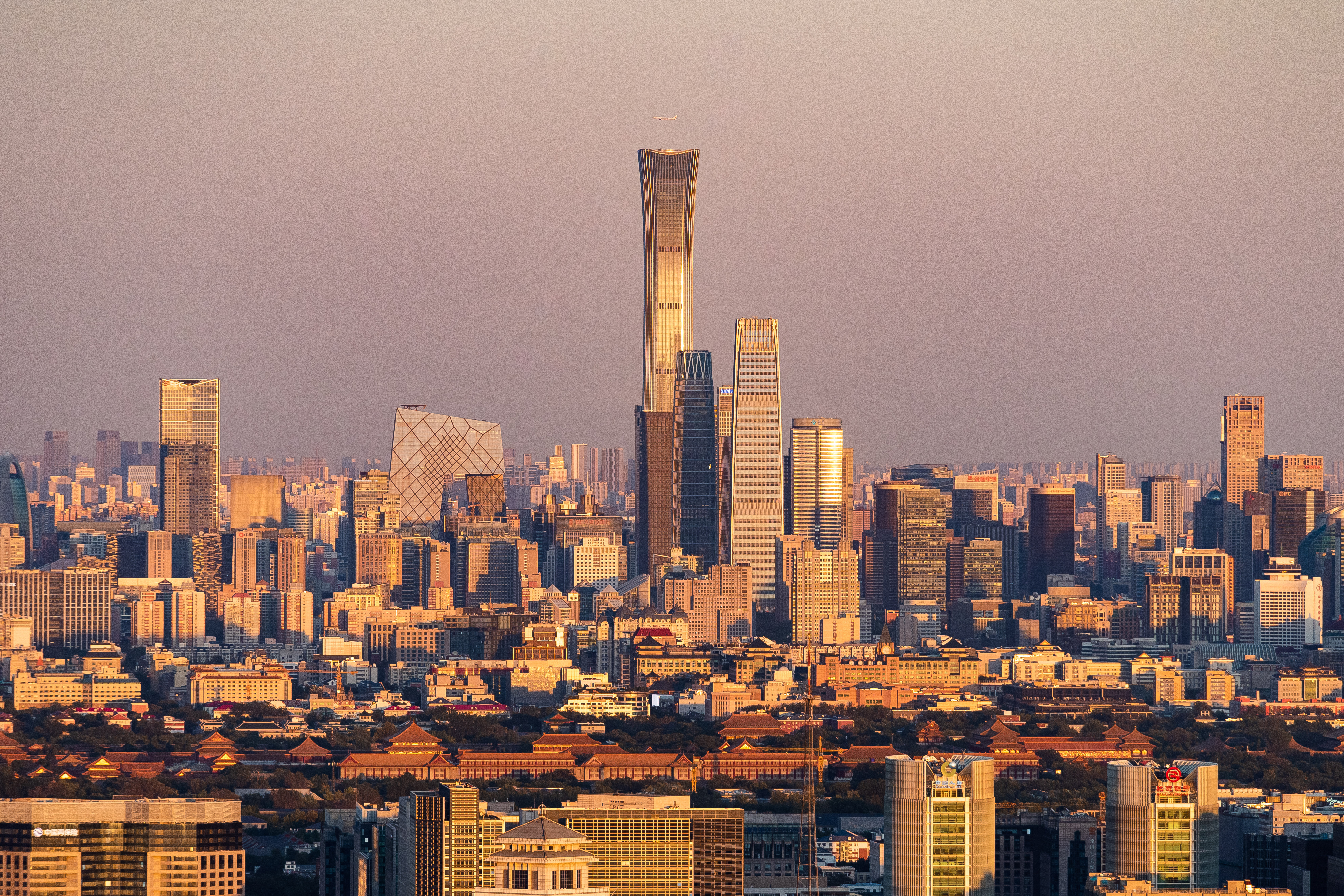
中國的首都北京

首都，以現代政治角度而言，通常指一個國家的中央政府所在地的首要行政中心城市，也是政治活动的中心城市、各类国家级机关集中駐紮地、国家主权的象徵城市。
在大部分國家，首都是國家最大的城市，如英国倫敦、法國巴黎等；大部份的國家也未在憲法和法律內訂定首都地點，而在部分國家，政治中心與經濟中心分離，例如美国的首都為華盛頓特區，經濟中心為纽约，土耳其首都為安卡拉，經濟中心為伊斯坦堡，中华人民共和国的首都为北京，经济中心为上海等。有時候，一個國家會設有多個首都，如行政首都、立法首都、司法首都，分別作為該國的行政、立法及司法中心，例子有南非、史瓦帝尼等。此外，大部分外國駐當地大使館也設在首都。

## 意義
在國際政治及外交上，首都的名稱可以直接代表其所在的國家及其中央政府。常見的例子有以“華府”取代美国、“倫敦”取代英国、“巴黎”取代法國、“首爾”取代大韓民國、“吉隆坡”取代馬來西亞等。
在歷史上，國家或地區的主要經濟中心往往成為政權的焦點，並透過佔領或合併成為首都。倫敦和莫斯科正是這樣。首都無形中吸引有志投身政治的人才，例如律師、新聞媒體及公共政策的研究員，協助政府實施有效的管治。如果首都兼是首要的經濟、文化或知識中心，有時會被稱為「首要城市」，如倫敦和布宜諾斯艾利斯。

## 設立考量
首都的設立有時會阻礙原有的主要城市的進一步發展。由於舊都里約熱內盧和巴西東南部的人口過於稠密，新都巴西利亞遂設於巴西內陸。
政治與經濟或文化權力會合的情況並不普遍。傳統首都經濟上會被競爭者超越，朝代或文化的衰落，也意味著首都的破滅，巴比倫就是一個例子。此外，很多現代首都，例如阿布賈、坎培拉和渥太華，特意設於原有的經濟地區以外，而且至今仍未發展成新的工商業中心。
首都不一定會設立在面積較大的國土上，如赤道幾內亞的馬拉博、丹麥的哥本哈根、甘比亞的班竹，這些都不是島國，首都卻是位於較小的離島。
一般來說首都通常會特意設在易守難攻的地理位置上，以防其他國家的侵略，但也有國家的首都是設於鄰國附近的邊界旁或是相鄰的地理位置上，如韓國的首爾、老挝的万象、乍得的恩賈梅納、斯洛伐克的布拉迪斯拉发、博兹瓦纳的嘉柏隆里、烏茲別克的塔什干、以及中国明朝的北京。

## 特殊情況

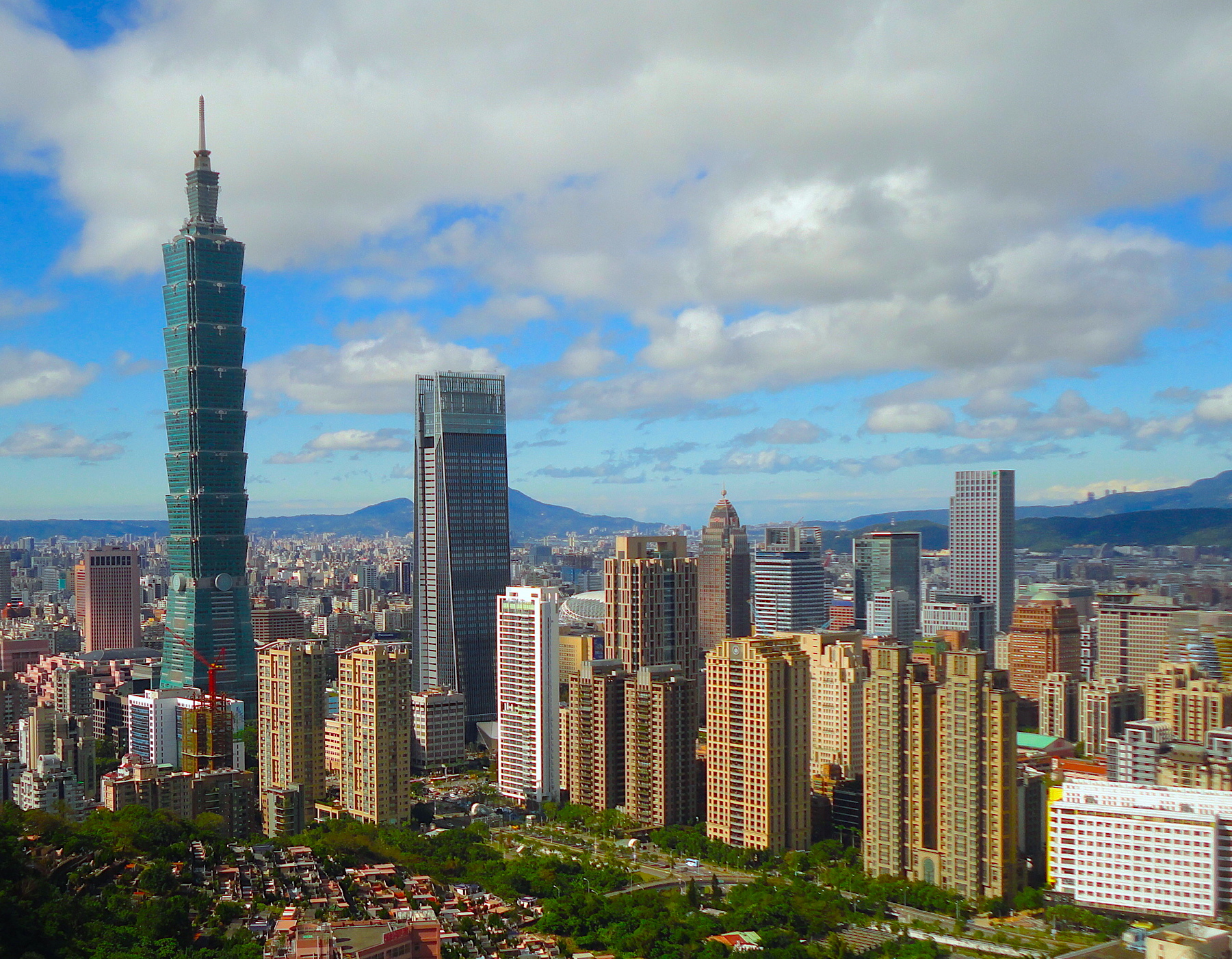
臺北市 中華民國的首都

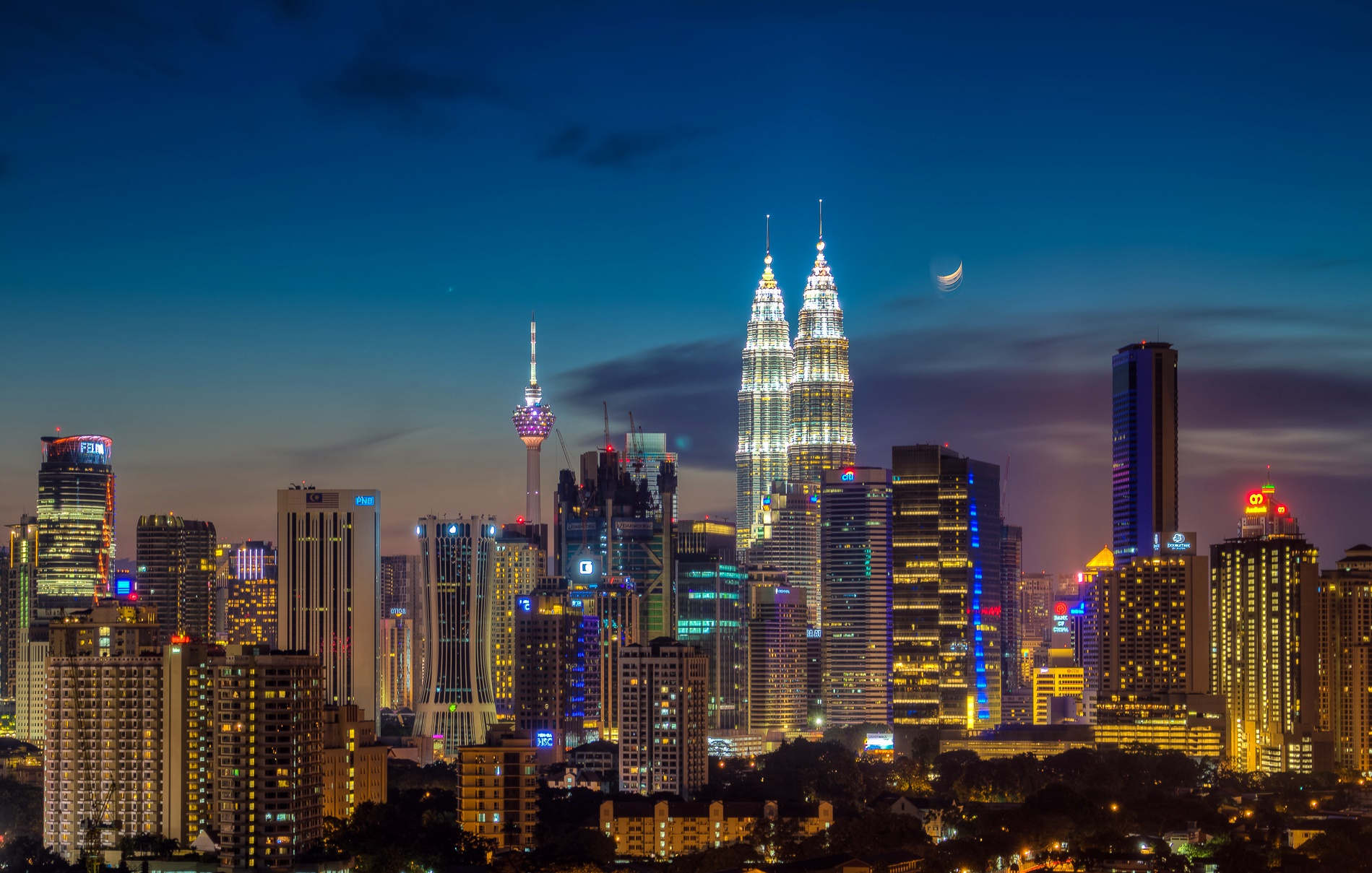
吉隆坡 馬來西亞的首都

每一個國家通常只設立一個首都，因為政府通常會將其重要機關集中在首都地區，以方便政府高層行政和管理，但亦有例外。一些國家有多個首都，一些甚至沒有。有時候，實際的首都和法定的首都由於某些原因並不在同一個城市。譬如，一個稱為「首都」的城市，實際上並非中央政府所在地。反之，所謂的正式「首都」雖然是中央政府的所在地，但可能不是政治決策的地理中心。故此，「行政首都」一般被認定為是該國的「國家首都」。

### 國際組織
在如英语在内的一些外文中，首府和首都往往意义相近或者相同，欧盟作为超主权实体，其所在地也会被称为首都。
比利時的首都布魯塞爾被廣泛認為是歐盟的「首都」。因為歐盟的主要行政機構：歐盟委員會、歐洲理事會、歐盟理事會（也有部分立法機能）都駐在此地，而歐洲議會大部分會議亦在此進行（常規會議和正式投票在斯特拉斯堡進行）。
在法律上，歐盟也沒有正式指定一個「首都」，但《阿姆斯特丹條約》規定了大部分機構駐紮在比利时首都布魯塞爾。此外，歐洲法院位於盧森堡，而歐洲中央銀行駐於德国的法蘭克福。因此，歐盟也可以被看作像南非般的「多首都」狀況。不過對一個國際實體而言「首都」概念有爭議，因為「首都」或「首府」通常分別用於主權國和國內的行政區劃。

### 首都存在争议

#### 中華民國首都爭議
國民政府於1927年定國都於南京市。1937年11月，抗日戰爭發展，日本軍已嚴重威脅到南京的安全，為避免首都淪陷，政府採取「以空間換取時間」政策，定陪都於重慶市，將中央政府機關暫時遷往重慶，在抗戰勝利後於1946年5月還都南京。然而在1946年11月召開的制憲國民大會中，對於國都設於南京或北平相持不下，經時任國民政府主席蔣中正主張國都地點不必明文定於憲法，始將制憲國民大會的第一讀會通過的「國都定於北平」一條予以刪除，此後正式頒布之《中華民國憲法》便未明確提及「首都」之定義。故1948年5月20日以後，中華民國政府仍於南京辦公，南京仍是首都。之後第二次国共内战中華民國國軍失利，中國人民解放軍則於1949年4月23日發動渡江战役，南京市失守。中央政府在幾次遷移後，於1949年12月7日退守臺灣，總統府、五院等重要國家機關皆移駐臺北市。之後臺北市成為中華民國的中央政府所在地，國際社會亦公認臺北市即為中華民國首都。
然而，在1990年代及以前，中華民國政府從未放棄以武力反攻大陸並還都南京的目標，因此稱臺北市為「戰時首都」（地位類似於第二次世界大戰時的陪都），並在教科書上記載南京市為首都。2000年後至今，民主進步黨執政期間，官方多次表示臺北市是中華民國首都。2002年起，中華民國教育部決議修改教科書的相關記載為「中華民國中央政府位於臺北」或「中華民國中央部會在臺北」。

#### 日本首都爭議
1956年，在《首都建设法》废止后，日本的法律條文並未明確指明日本首都的所在，這也就造成了“東京不是日本首都”的爭議。甚至有部分人據此認為：京都仍舊是日本的正式首都。
然而，取代首都建設法的《首都圈整備法》定義東京及周圍數縣為「首都圈」；《首都直下地震対策特別措置法》定義東京具有首都職能、且国际上亦普遍認為东京是日本首都。

#### 葡萄牙首都争议
尽管里斯本是葡萄牙公认的首都，但是葡萄牙没有任何官方文件或法律条文提及这一点。因此，有部分人认为科英布拉（葡萄牙旧都）仍旧是葡萄牙的首都。

### 沒有首都
- 城市國家，如 摩納哥、 新加坡、 梵蒂冈等，並沒有下設首都，但是基於國家與城市的雙重身份，人們有時會視之為「首都」。
- 瑙鲁是一個只有21平方公里的島國，沒有首都，行政管理中心設在亚伦。
- 瑞士由于历史问题，沒有法定首都，但伯尔尼作为政府所在地，被国际公认为瑞士的首都所在。
- 托克勞没有首都，其行政中心轮流设于3个环礁岛：阿塔富、努库诺努和法考福。

### 其他特殊情況
- 普利茅斯 (蒙特塞拉特)是全球兩百多個首都中唯一一個淪為鬼城的首都。
- 塞浦路斯和北塞浦路斯的首都均為尼科西亞，而原先的尼科西亞則被塞浦路斯联合国缓冲区阻隔，成為世界上唯一一個被一分為二的首都：南部為塞浦路斯的首都尼科西亞、北部為北塞浦路斯的首都北尼科西亚。
- 以色列政府和巴勒斯坦民族權力機構都聲稱耶路撒冷為其國家首都所在。耶路撒冷無疑是以色列事實上的首都：以色列的政府部委、最高法院、總統官邸和議會均設在耶路撒冷。然而巴勒斯坦民族權力機構對耶路撒冷的任何地區都沒有實際的管轄權。當前，只有美國等少數國家承認以色列的首都為耶路撒冷全城，其他國家則認為耶路撒冷的正式地位（英语：Status of Jerusalem）並未確立。大多數與以色列建交的國家都在特拉维夫区設立外交機構，而與巴勒斯坦建交的國家則在拉姆安拉、加沙等地設立外交機構。
- 儘管荷蘭的政府、議會、最高法院、國務委員會、荷蘭王室的辦公宮殿以及各國駐荷蘭的外交使團都位於海牙，但作為法定首都，阿姆斯特丹獲得了廣泛的國際認可，而海牙只被認為是荷蘭的行政中心。

## 政治象徵意義
隨著現代帝國及民族國家崛起，首都已成為國家及政府的象徵，而且具有政治色彩。在古代，多數國家行君主專制，「首都」一般指君主理政和居住的地方城市，所謂「天子腳下，首善之區」，首善之名，出自《漢書·儒林傳序》：“故教化之行也，建首善自京師始。”南宋耐得翁《都城紀勝序》說：杭州“車書混一，人物繁盛，風俗繩厚”，“為今日四方之標准”。不同的是，現代首都的選址、建立，以至遷移，均取決於人為因素。舉例：
- 首都重置：曾經是廢墟的雅典，在希臘獨立後被定為首都，以恢復昔日的傳奇光彩。另外，經歷冷戰及兩德統一，柏林再度成為德國的首都。首都重置的例子還有十月革命後、蘇聯以莫斯科作為首都，以區別象徵沙皇統治及由彼得大帝興建的位處芬蘭灣的聖彼德堡。
- 首都遷移至地理或人口較次要的選址，可能基於經濟或戰略因素（或稱為「前鋒首都」或「先鋒首都」）。彼得大帝把政府由內陸的莫斯科遷至位處芬蘭灣的聖彼德堡，為俄羅斯帝國確立作為歐洲及西方國家為定位；而凱末爾則把政府東遷至安卡拉，以區別象徵奧斯曼的伊斯坦堡。明成祖把國都由南京遷至北京，把中國政治中心北移，以防滿蒙等明長城以北的外族侵擾邊疆。其他例子有東京、阿布賈、阿斯塔纳、巴西利亞、赫爾辛基、伊斯兰堡、奈比多及亞穆蘇克羅。
- 首都的選址作為政治地域平衡，以代表新國家的統一。例子有伯爾尼、坎培拉、馬德里、渥太華、巴西利亞及華盛頓哥倫比亞特區。坎培拉平衡悉尼和墨爾本；渥太華平衡英語及法語省份；華盛頓哥倫比亞特區平衡美國南北，南北戰爭時期，面臨南方邦聯的進攻，聯邦軍用了大量資源來保衛該地。當時鐵路和電報發達，聯邦政府可選擇遷移費城或紐約，但他們選擇了死守首都。
- 中華民國政府在抗日戰爭中遷移到重慶市，並定重慶為陪都，戰後始遷回南京市，而在第二次國共內戰失利後再遷往臺北市。在1990年代前，實質首都雖在台北市，卻在教科書上記載南京為首都以呼應其「光復大陸」之政策。但現今絕大多數台灣人已將台北市視為首都，中華民國政府以台北市作為「中央政府所在地」，作為首都的地位，教科書記載的首都也改成台北市。
- 有時氣候因素也可能成為遷移首都的原因，中美洲國家貝里斯的舊首都貝里斯市由於临海，曾遭到颶風破坏，最後该国政府將首都遷到位處內陸的貝爾墨邦以躲避颶風。

## 戰略意義
首都長久以來是戰爭的首要目標，佔領首都等同取得敵方的政府，是取得胜利的标志之一。
首都，作為國家政治、經濟、文化的會聚並不是永恆不變的。在古代，國家一般採取中央集權政策，地方勢力有限；首都一旦淪陷，就意味著朝代的覆亡。中國三國時代，蜀漢、吳因失去各自的首都──成都和建業（今南京）而亡國。
過去，社會經濟傾向地方權力，這戰略方式在封建制度發展後尤其盛行，其後又在民主和資本主義的發展中再獲肯定。對於世界其他地方，包括西方而言，首都在軍事上是較次要的。1205年，拉丁人在第四次十字軍東征後佔領了拜占庭的首都君士坦丁堡，然而，拜占庭勢力成功在數個省份中重組；地方貴族在60年後重奪首都，並把國祚延長了200年。英國勢力先後在美國獨立戰爭和第二次英美戰爭中劫掠了美國首都華盛頓特區，但美國勢力得到地方政府和傳統上獨立的邊遠地區的平民的支援，仍足以在地方開展戰鬥。例外的是，高度中央集權國家，例如法國，其中央政體有效地協調偏遠地區的資源，為國家帶來絕對的優勢。但是，假如首都被佔，國家會面臨崩潰的邊緣；其他戰略方面，法國的傳統敵人德國，於兩次世界大戰時把目標集中於佔領巴黎。

## 遷都
「遷都」指一個國家將原來設立的首都，由另一個城市取代，主要行動是將政府高層重要機關總部遷移至新首都，而背後亦涉及很多原因。在古代，多數國家面對不穩定的政治環境，因而遷都的機會較多。也有可能是舊的首都由於某些原因（例如經濟）而逐漸喪失其重要性。朝代的交替或領土的變更或擴大亦影響首都的遷移。
中國明朝時，政府為防禦北方遊牧民族攻擊，明成祖便下旨將首都從應天府（今南京）遷都北平府（改稱順天府，又稱北京），建紫禁城，由皇帝親自防守國界，加強駐軍、穩定國防，以阻止滿蒙兩族侵擾邊疆。李自成佔領首都後，明朝大致滅亡（南明──幾個由明朝遺老擁護皇室成員在南方建立的流亡政權──則繼續聲稱作為明室正統而存在，並持續對抗清朝）。而滿洲人在崇禎十七年五月初二(1644年6月6日)進入北京，将首都从沈阳迁往北京，則代表了正式的權力轉移。這樣的格局在中國歷史屢見不鮮，及至20世紀傳統儒家政體垮臺。滿清覆亡後，基於地方分權及交通技術的改進，國民政府得以在中國抗日戰爭時期迅速遷都，並維持其原有的領導架構。1949年因中國共產黨在中國大陸建立中華人民共和國之后，中華民國政府也從南京遷都至台北市。
在其他國家例子有蘇聯/俄罗斯（聖彼得堡—莫斯科）、土耳其（伊斯坦堡—安卡拉）和東西統一後的德國（波恩—柏林）。或是像巴西或澳大利亞等重新建造城市移轉首都的例子。
在現代世界，由於工業發展日益興盛，全球暖化與氣候變遷問題嚴重，因此也曾出現有國家為因應此一情況而決定遷都，如印尼於2024年將首都自雅加達遷往努山塔拉。
然而，因為古代國家與開發中國家（例如於2005年遷都的緬甸）行政架構較為簡單，遷都相對於已開發或相對發達國家來說是容易得多。現代的國家遷都要顧及將龐大複雜的政府部門有序不紊地調遷的步驟，以及巨大的國家經濟開支，故此一次完整的遷都可能要花上近10年的時間。
但也有其變通的方式讓國家資源不至於太集中於首都，但又不用花費巨資遷移首都，有些國家便設立所謂的副首都、行政副中心或是陪都來分散其風險。

## 最大首都
一些国家的最大城市並非首都，如圖上所示。

首都不是其最大城市的国家

以下列出各大洲的最大首都，以市區／都會區人口計算：
- 非洲：開羅（11,146,000）
- 亞洲：東京（35,237,000）
- 歐洲：莫斯科（10,400,000）
- 北美洲：墨西哥城（17,809,471）
- 大洋洲：惠灵顿（445,400）
- 南美洲：布宜諾斯艾利斯（14,230,000）

## 世界最極端首都
- 最東（最早進入下一天）：阿皮亞（薩摩亞的首都）
- 最西（最晚進入下一天）：
  - 只算主權國家：墨西哥城（墨西哥的首都）
  - 包括海外領地：帕果帕果（美屬薩摩亞（美國的海外領地）的首都）
- 最南：威靈頓（紐西蘭的首都）
- 最北：
  - 只算主權國家：雷克雅維克（冰島的首都）
  - 包括海外領地：努克（格陵蘭（丹麥的海外領地）的首都）
- 海拔最高：
  - 只算法定首都：基多（厄瓜多的首都）
  - 包括實際上的首都：拉巴斯（玻利維亞實際上的首都）
- 海拔最低：巴庫（亞塞拜然的首都）

## 首都列表
- 各国首都列表
  - 各國第一大和第二大城市列表
  - 按大洲排列的國家列表
- 前首都列表
- 首都不是最大城市的國家列表
- 特定首都的列表（英语：List of purpose-built capital cities）（英文）
- 外首都列表（英语：List of capitals outside of the territories they serve）（英文）